# Coleção arqueológica Balbino de Freitas

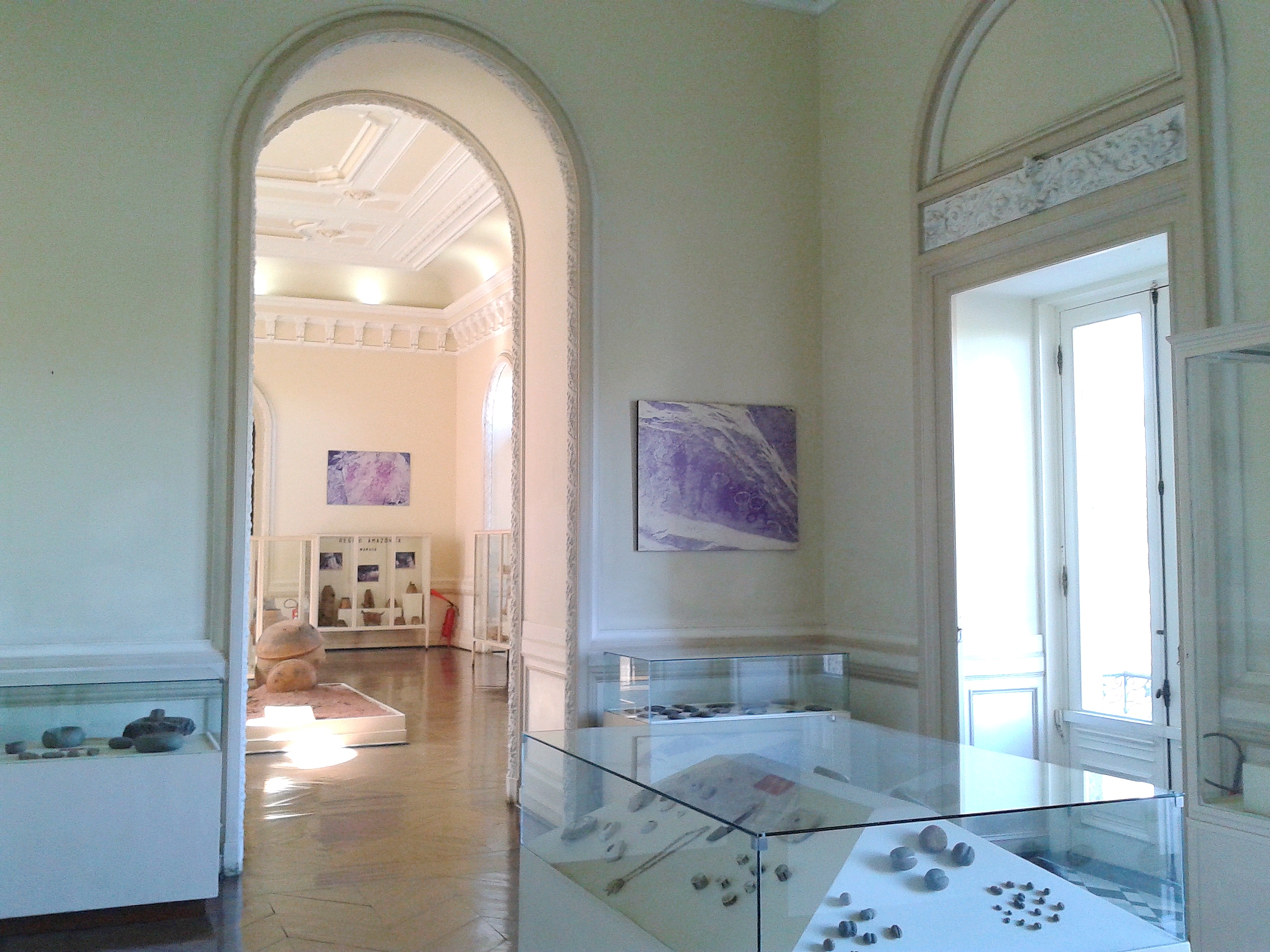
Sala de exposição do acervo de arqueologia brasileira do Museu Nacional/UFRJ, Rio de Janeiro.

A Coleção Arqueológica Balbino de Freitas é uma das coleções em exposição no Museu Nacional, no Rio de Janeiro. Reunia obras pertencentes à casa de Balbino Luiz de Freitas, um dos primeiros acervos arqueológicos do Brasil. A coleção foi tombada pelo IPHAN em 1938.
O acervo foi montado por Freitas, especialmente com objetos indígenas dos arredores de Torres. Um cesto era um dos principais elementos da coleção, coletado em um sambaqui na área litorânea. A importância da peça dá-se pela difícil manutenção de objetos feitos com material orgânico em país tropicais, como o Brasil.
Esta coleção arqueológica foi, pelo menos em parte, destruída no incêndio de 2018 no Museu Nacional.